# واهلكويست بكين هيجي
واهلكويست بكين هيجي (بالنرويجية البوكمول: Hege Bakken Wahlquist)‏ مواليد 7 أغسطس 1992 في النرويج، هي لاعبة كرة يد نرويجية تلعب كجناح أيسر.

## الإنجازات
- بطولة العالم لكرة اليد للسيدات شباب:
  - الميدالية الفضية: 2010

## روابط خارجية
- واهلكويست بكين هيجي على موقع الاتحاد الأوروبي لكرة اليد (الإنجليزية)
- واهلكويست بكين هيجي على موقع الاتحاد النرويجي لكرة اليد (النرويجية)